# Unione Sportiva Salernitana 1975-1976
Questa pagina raccoglie i dati riguardanti l'Unione Sportiva Salernitana nelle competizioni ufficiali della stagione 1975-1976.

## Stagione

Fulvio De Maio e Antonio Capone

I soci del presidente Vessa vanno via e così l'inizio della stagione 1975-76 appare incerto, vista anche una rosa che si compone inizialmente di soli 12 giocatori; per tale motivo il neo allenatore Rinaldo Settembrino è costretto a rinviare il ritiro.
La svolta per la società giunge da Milano: l'imprenditore di origini salernitane Pietro Esposito, attivo nel settore dell'autotrasporto, diviene il nuovo proprietario del club, eleggendosi commissario straordinario e affidando il completamento della rosa al direttore sportivo Carmine Longo, che in una sola settimana ingaggia 10 giocatori, creando grande entusiasmo tra i tifosi: vengono, così, sottoscritte circa 5000 tessere di abbonamento.
Essendo appena stato composto l'organico, la Coppa Italia Serie C serve più che altro ad amalgamare bene il gruppo e assimilare gli schemi, non a caso per la terza volta consecutiva la Salernitana non accederà ai sedicesimi di finale. 
Al contrario, partenza sprint in campionato, con 7 punti conquistati nelle prime 4 giornate e conseguente primato solitario. Arriva però come un fulmine ciel sereno, il clamoroso esonero di Settembrino, sostituito in corso d'opera da Massimo Giacomini, che nella sua esperienza sulla panchina granata raccoglierà 1 sola vittoria in 10 partite disputate. Si rende necessario un nuovo cambio d'allenatore e così, poco prima di Natale, subentra  Ottavio Bugatti. Costui esordisce alla grande, con un largo successo contro l'Acireale(4-1), ma il suo arrivo determinerà le dimissioni di Carmine Longo dalla carica di  direttore generale (sostituito da Claudio Roscia nel ruolo di direttore sportivo). Riuscirà comunque a condurre la squadra al settimo posto finale in campionato, parimenti con Reggina, Nocerina e Turris.

## Divise
La maglia della Salernitana 1975-1976.
| Casa |

## Organigramma societario
Fonte
Area direttiva
- Presidente: Amerigo Vessa, dal 1/09/1975 Pietro Esposito
- Segretario: Mario Lupo
- Direttore generale: Carmine Longo (fino al 22/12/1975)

Area tecnica
- Direttore sportivo: Claudio Roscia (dal 23/12/1975)
- Allenatore: Rinaldo Settembrino, dal 13/10/1975 Massimo Giacomini, dal 23/12/1975 Ottavio Bugatti
- Allenatore in seconda: Mario Saracino
- Preparatore portieri: Ottavio Bugatti
- Magazziniere: Pasquale Sammarco

Area sanitaria
- Medico Sociale: Bruno Tescione
- Massaggiatore: Bruno Carmando

## Rosa
Fonte
| N. |                   | Ruolo | Calciatore            |
| -- | ----------------- | ----- | --------------------- |
|    | Italia (bandiera) | P     | Roberto Brustenga     |
|    | Italia (bandiera) | P     | Fulvio De Maio        |
|    | Italia (bandiera) | P     | Liseo Filadi          |
|    | Italia (bandiera) | D     | Luigi Asnicar         |
|    | Italia (bandiera) | D     | Franco Bonora         |
|    | Italia (bandiera) | D     | Enrico Braione        |
|    | Italia (bandiera) | D     | Amedeo Fei            |
|    | Italia (bandiera) | D     | Carmine Gentile       |
|    | Italia (bandiera) | D     | Federico Marchi       |
|    | Italia (bandiera) | D     | Paolo Petraz          |
|    | Italia (bandiera) | C     | Alessandro Abbondanza |
|    | Italia (bandiera) | C     | Angelo Arienti        |

| N. |                   | Ruolo | Calciatore            |
| -- | ----------------- | ----- | --------------------- |
|    | Italia (bandiera) | C     | Luigi Cappelletti     |
|    | Italia (bandiera) | C     | Mario Corsi           |
|    | Italia (bandiera) | C     | Antonio Guadagno      |
|    | Italia (bandiera) | C     | Gianni Guerrato       |
|    | Italia (bandiera) | C     | Giorgio Zoff          |
|    | Italia (bandiera) | C     | Claudio Tinaglia      |
|    | Italia (bandiera) | C     | Alessandro Veracini   |
|    | Italia (bandiera) | A     | Antonio Capone        |
|    | Italia (bandiera) | A     | Leonardo Di Francesco |
|    | Italia (bandiera) | A     | Lucio Lambiase        |
|    | Italia (bandiera) | A     | Tiziano Stevan        |
|    | Italia (bandiera) | A     | Michele Vitulano      |

## Risultati

### Serie C

#### Girone di andata
| Vasto 1º ottobre 1975 1ª giornata                               | Pro Vasto | 1 – 1 Recupero referto | Salernitana | Stadio Aragona |
| \| \| \| \| \| Rossi 75’ (rig.) \| Marcatori \| 64’ Vitulano \| |           |                        |             |                |
|                                                                 |           |                        |             |                |
| Rossi 75’ (rig.)                                                | Marcatori | 64’ Vitulano           |             |                |

| Salerno 21 settembre 1975 2ª giornata                               | Salernitana | 2 – 1 referto | Reggina | Stadio Donato Vestuti |
| \| \| \| \| \| Stevan 7’ Marchi 61’ \| Marcatori \| 45’ Fragasso \| |             |               |         |                       |
|                                                                     |             |               |         |                       |
| Stevan 7’ Marchi 61’                                                | Marcatori   | 45’ Fragasso  |         |                       |

| Siracusa 28 settembre 1975 3ª giornata         | Siracusa  | 0 – 1 referto | Salernitana | Stadio Comunale |
| \| \| \| \| \| \| Marcatori \| 27’ Vitulano \| |           |               |             |                 |
|                                                |           |               |             |                 |
|                                                | Marcatori | 27’ Vitulano  |             |                 |

| Salerno 5 ottobre 1975 4ª giornata                              | Salernitana | 2 – 0 referto | Lecce | Stadio Donato Vestuti |
| \| \| \| \| \| Vitulano 61’ Di Francesco 88’ \| Marcatori \| \| |             |               |       |                       |
|                                                                 |             |               |       |                       |
| Vitulano 61’ Di Francesco 88’                                   | Marcatori   |               |       |                       |

| Sorrento 12 ottobre 1975 5ª giornata                                         | Sorrento  | 2 – 1 referto         | Salernitana | Stadio Italia |
| \| \| \| \| \| Scarpa 29’ Petta 85’ \| Marcatori \| 55’ (rig.) Abbondanza \| |           |                       |             |               |
|                                                                              |           |                       |             |               |
| Scarpa 29’ Petta 85’                                                         | Marcatori | 55’ (rig.) Abbondanza |             |               |

| Salerno 19 ottobre 1975 6ª giornata | Salernitana | 0 – 0 referto | Messina | Stadio Donato Vestuti |

| Salerno 26 ottobre 1975 7ª giornata | Salernitana | 0 – 0 referto | Potenza | Stadio Donato Vestuti |

| Campobasso 2 novembre 1975 8ª giornata | Campobasso | 0 – 0 referto | Salernitana | Stadio Giovanni Romagnoli |

| Salerno 9 novembre 1975 9ª giornata                     | Salernitana | 2 – 0 referto | Nocerina | Stadio Donato Vestuti |
| \| \| \| \| \| Di Francesco 46’, 84’ \| Marcatori \| \| |             |               |          |                       |
|                                                         |             |               |          |                       |
| Di Francesco 46’, 84’                                   | Marcatori   |               |          |                       |

| Crotone 16 novembre 1975 10ª giornata | Crotone | 0 – 0 referto | Salernitana | Stadio Ezio Scida |

| Salerno 23 novembre 1975 11ª giornata | Salernitana | 0 – 0 referto | Trapani | Stadio Donato Vestuti |

| Benevento 30 novembre 1975 12ª giornata             | Benevento | 1 – 0 referto | Salernitana | Stadio Gennaro Meomartini |
| \| \| \| \| \| Franceschelli 61’ \| Marcatori \| \| |           |               |             |                           |
|                                                     |           |               |             |                           |
| Franceschelli 61’                                   | Marcatori |               |             |                           |

| Caserta 7 dicembre 1975 13ª giornata | Casertana | 0 – 0 referto | Salernitana | Stadio Alberto Pinto |

| Salerno 14 dicembre 1975 14ª giornata                                   | Salernitana | 1 – 2 referto            | Turris | Stadio Donato Vestuti |
| \| \| \| \| \| Vitulano 39’ \| Marcatori \| 46’ La Rocca 89’ Panozzo \| |             |                          |        |                       |
|                                                                         |             |                          |        |                       |
| Vitulano 39’                                                            | Marcatori   | 46’ La Rocca 89’ Panozzo |        |                       |

| Barletta 21 dicembre 1975 15ª giornata               | Barletta  | 1 – 0 referto | Salernitana | Stadio Comunale |
| \| \| \| \| \| Pellegrini III 23’ \| Marcatori \| \| |           |               |             |                 |
|                                                      |           |               |             |                 |
| Pellegrini III 23’                                   | Marcatori |               |             |                 |

| Salerno 4 gennaio 1976 16ª giornata                                                 | Salernitana | 4 – 1 referto    | Acireale | Stadio Donato Vestuti |
| \| \| \| \| \| Vitulano 5’, 20’, 86’ Stevan 35’ \| Marcatori \| 44’ (rig.) Bella \| |             |                  |          |                       |
|                                                                                     |             |                  |          |                       |
| Vitulano 5’, 20’, 86’ Stevan 35’                                                    | Marcatori   | 44’ (rig.) Bella |          |                       |

| Cosenza 11 gennaio 1976 17ª giornata | Cosenza | 0 – 0 referto | Salernitana | Stadio San Vito |

| Marsala 18 gennaio 1976 18ª giornata                | Marsala   | 0 – 2 referto     | Salernitana | Stadio Antonino Lombardo Angotta |
| \| \| \| \| \| \| Marcatori \| 50’, 77’ Vitulano \| |           |                   |             |                                  |
|                                                     |           |                   |             |                                  |
|                                                     | Marcatori | 50’, 77’ Vitulano |             |                                  |

| Salerno 25 gennaio 1976 19ª giornata                           | Salernitana | 1 – 1 referto    | Bari | Stadio Donato Vestuti |
| \| \| \| \| \| Vitulano 5’ \| Marcatori \| 2’ Sciannimanico \| |             |                  |      |                       |
|                                                                |             |                  |      |                       |
| Vitulano 5’                                                    | Marcatori   | 2’ Sciannimanico |      |                       |

#### Girone di ritorno
| Salerno 1º febbraio 1976 20ª giornata                   | Salernitana | 1 – 0 referto | Pro Vasto | Stadio Donato Vestuti |
| \| \| \| \| \| Abbondanza 69’ (rig.) \| Marcatori \| \| |             |               |           |                       |
|                                                         |             |               |           |                       |
| Abbondanza 69’ (rig.)                                   | Marcatori   |               |           |                       |

| Reggio Calabria 8 febbraio 1976 21ª giornata                                              | Reggina   | 3 – 2 referto             | Salernitana | Stadio Comunale |
| \| \| \| \| \| Enzo 22’ (rig.), 53’ Zica 23’ \| Marcatori \| 9’, 45’ (rig.) Abbondanza \| |           |                           |             |                 |
|                                                                                           |           |                           |             |                 |
| Enzo 22’ (rig.), 53’ Zica 23’                                                             | Marcatori | 9’, 45’ (rig.) Abbondanza |             |                 |

| Salerno 15 febbraio 1976 22ª giornata | Salernitana | 0 – 0 referto | Siracusa | Stadio Donato Vestuti |

| Lecce 22 febbraio 1976 23ª giornata                                            | Lecce     | 2 – 1 referto | Salernitana | Stadio Via del Mare |
| \| \| \| \| \| Gentile 7’ (aut.) Ciardella 19’ \| Marcatori \| 74’ Vitulano \| |           |               |             |                     |
|                                                                                |           |               |             |                     |
| Gentile 7’ (aut.) Ciardella 19’                                                | Marcatori | 74’ Vitulano  |             |                     |

| Salerno 29 febbraio 1976 24ª giornata                        | Salernitana | 1 – 2 referto   | Sorrento | Stadio Donato Vestuti |
| \| \| \| \| \| Capone 18’ \| Marcatori \| 24’, 76’ Scarpa \| |             |                 |          |                       |
|                                                              |             |                 |          |                       |
| Capone 18’                                                   | Marcatori   | 24’, 76’ Scarpa |          |                       |

| Messina 7 marzo 1976 25ª giornata                                                                     | Messina   | 4 – 1 referto | Salernitana | Stadio Giovanni Celeste |
| \| \| \| \| \| Arienti 31’ (aut.) Pensabene 53’ Polizzo 67’ (rig.), 79’ \| Marcatori \| 60’ Stevan \| |           |               |             |                         |
| |           |               |             |                         |
| Arienti 31’ (aut.) Pensabene 53’ Polizzo 67’ (rig.), 79’                                              | Marcatori | 60’ Stevan    |             |                         |

| Potenza 14 marzo 1976 26ª giornata                                    | Potenza   | 1 – 2 referto            | Salernitana | Stadio Alfredo Viviani |
| \| \| \| \| \| Cesari 53’ \| Marcatori \| 1’ Capone 16’ Abbondanza \| |           |                          |             |                        |
|                                                                       |           |                          |             |                        |
| Cesari 53’                                                            | Marcatori | 1’ Capone 16’ Abbondanza |             |                        |

| Salerno 21 marzo 1976 27ª giornata                                     | Salernitana | 3 – 0 referto | Campobasso | Stadio Donato Vestuti |
| \| \| \| \| \| Vitulano 25’ (rig.), 65’, 85’ (rig.) \| Marcatori \| \| |             |               |            |                       |
|                                                                        |             |               |            |                       |
| Vitulano 25’ (rig.), 65’, 85’ (rig.)                                   | Marcatori   |               |            |                       |

| Nocera Inferiore 28 marzo 1976 28ª giornata | Nocerina | 0 – 0 referto | Salernitana | Stadio San Francesco d'Assisi |

| Salerno 4 aprile 1976 29ª giornata           | Salernitana | 1 – 0 referto | Crotone | Stadio Donato Vestuti |
| \| \| \| \| \| Marchi 66’ \| Marcatori \| \| |             |               |         |                       |
|                                              |             |               |         |                       |
| Marchi 66’                                   | Marcatori   |               |         |                       |

| Trapani 11 aprile 1976 30ª giornata | Trapani | 0 – 0 referto | Salernitana | Stadio Polisportivo Provinciale |

| Salerno 18 aprile 1976 31ª giornata                                    | Salernitana | 1 – 2 referto             | Benevento | Stadio Donato Vestuti |
| \| \| \| \| \| Stevan 82’ \| Marcatori \| 66’ Bertuccioli 79’ Penzo \| |             |                           |           |                       |
|                                                                        |             |                           |           |                       |
| Stevan 82’                                                             | Marcatori   | 66’ Bertuccioli 79’ Penzo |           |                       |

| Salerno 25 aprile 1976 32ª giornata                                   | Salernitana | 2 – 2 referto   | Casertana | Stadio Donato Vestuti |
| \| \| \| \| \| Zoff 48’ Stevan 82’ \| Marcatori \| 5’, 86’ Martina \| |             |                 |           |                       |
|                                                                       |             |                 |           |                       |
| Zoff 48’ Stevan 82’                                                   | Marcatori   | 5’, 86’ Martina |           |                       |

| Torre del Greco 2 maggio 1976 33ª giornata         | Turris    | 2 – 0 referto | Salernitana | Stadio Amerigo Liguori |
| \| \| \| \| \| Panozzo 60’, 70’ \| Marcatori \| \| |           |               |             |                        |
|                                                    |           |               |             |                        |
| Panozzo 60’, 70’                                   | Marcatori |               |             |                        |

| Salerno 9 maggio 1976 34ª giornata                               | Salernitana | 2 – 0 referto | Barletta | Stadio Donato Vestuti |
| \| \| \| \| \| Vitulano 42’ (rig.) Capone 83’ \| Marcatori \| \| |             |               |          |                       |
|                                                                  |             |               |          |                       |
| Vitulano 42’ (rig.) Capone 83’                                   | Marcatori   |               |          |                       |

| Acireale 16 maggio 1976 35ª giornata         | Acireale  | 0 – 1 referto | Salernitana | Stadio comunale |
| \| \| \| \| \| \| Marcatori \| 57’ Capone \| |           |               |             |                 |
|                                              |           |               |             |                 |
|                                              | Marcatori | 57’ Capone    |             |                 |

| Salerno 23 maggio 1976 36ª giornata                      | Salernitana | 1 – 1 referto | Cosenza | Stadio Donato Vestuti |
| \| \| \| \| \| Vitulano 70’ \| Marcatori \| 90’ Losio \| |             |               |         |                       |
|                                                          |             |               |         |                       |
| Vitulano 70’                                             | Marcatori   | 90’ Losio     |         |                       |

| Salerno 30 maggio 1976 37ª giornata              | Salernitana | 0 – 1 referto  | Marsala | Stadio Donato Vestuti |
| \| \| \| \| \| \| Marcatori \| 19’ Sorrentino \| |             |                |         |                       |
|                                                  |             |                |         |                       |
|                                                  | Marcatori   | 19’ Sorrentino |         |                       |

| Bari 6 giugno 1976 38ª giornata               | Bari      | 1 – 0 referto | Salernitana | Stadio della Vittoria |
| \| \| \| \| \| Tivelli 40’ \| Marcatori \| \| |           |               |             |                       |
|                                               |           |               |             |                       |
| Tivelli 40’                                   | Marcatori |               |             |                       |

### Coppa Italia Semiprofessionisti

#### Fase a gironi
| Salerno 24 agosto 1975 1ª giornata                                    | Salernitana | 2 – 2 referto      | Nocerina | Stadio Donato Vestuti |
| \| \| \| \| \| Lambiase 4’, 55’ \| Marcatori \| 59’, 62’ Cassarino \| |             |                    |          |                       |
|                                                                       |             |                    |          |                       |
| Lambiase 4’, 55’                                                      | Marcatori   | 59’, 62’ Cassarino |          |                       |

| Pagani 31 agosto 1975 2ª giornata                             | Paganese  | 1 – 1 referto | Salernitana | Stadio Marcello Torre |
| \| \| \| \| \| Angelozzi 66’ \| Marcatori \| 90+1’ Riganti \| |           |               |             |                       |
|                                                               |           |               |             |                       |
| Angelozzi 66’                                                 | Marcatori | 90+1’ Riganti |             |                       |

| Nocera Inferiore 3 settembre 1975 3ª giornata   | Nocerina  | 1 – 0 referto | Salernitana | Stadio San Francesco d'Assisi |
| \| \| \| \| \| Chiancone 73’ \| Marcatori \| \| |           |               |             |                               |
|                                                 |           |               |             |                               |
| Chiancone 73’                                   | Marcatori |               |             |                               |

| Salerno 10 settembre 1975 4ª giornata                                                            | Salernitana | 3 – 3 referto           | Paganese | Stadio Donato Vestuti |
| \| \| \| \| \| Vitulano 5’ Abbondanza 54’ (rig.), 67’ \| Marcatori \| 6’, 23’ Mauro 56’ Mammì \| |             |                         |          |                       |
|                                                                                                  |             |                         |          |                       |
| Vitulano 5’ Abbondanza 54’ (rig.), 67’                                                           | Marcatori   | 6’, 23’ Mauro 56’ Mammì |          |                       |

## Statistiche

### Statistiche di squadra
| Competizione                    | Punti | In casa | In casa | In casa | In casa | In casa | In casa | In trasferta | In trasferta | In trasferta | In trasferta | In trasferta | In trasferta | Totale | Totale | Totale | Totale | Totale | Totale | DR |
| Competizione                    | Punti | G       | V       | N       | P       | Gf      | Gs      | G            | V            | N            | P            | Gf           | Gs           | G      | V      | N      | P      | Gf     | Gs     | DR |
| ------------------------------- | ----- | ------- | ------- | ------- | ------- | ------- | ------- | ------------ | ------------ | ------------ | ------------ | ------------ | ------------ | ------ | ------ | ------ | ------ | ------ | ------ | -- |
| Serie C                         | 38    | 19      | 8       | 7       | 4       | 24      | 13      | 19           | 4            | 7            | 8            | 12           | 18           | 38     | 12     | 14     | 12     | 36     | 31     | +5 |
| Coppa Italia Semiprofessionisti | 3     | 2       | 0       | 2       | 0       | 5       | 5       | 2            | 0            | 1            | 1            | 1            | 2            | 4      | 0      | 3      | 1      | 6      | 7      | -1 |
| Totale                          | -     | 21      | 8       | 9       | 4       | 29      | 18      | 21           | 4            | 8            | 9            | 13           | 20           | 42     | 12     | 17     | 13     | 42     | 38     | +4 |

### Andamento in campionato
| Giornata  | 1 | 2 | 3 | 4 | 5 | 6 | 7 | 8 | 9 | 10 | 11 | 12 | 13 | 14 | 15 | 16 | 17 | 18 | 19 | 20 | 21 | 22 | 23 | 24 | 25 | 26 | 27 | 28 | 29 | 30 | 31 | 32 | 33 | 34 | 35 | 36 | 37 | 38 |
| --------- | - | - | - | - | - | - | - | - | - | -- | -- | -- | -- | -- | -- | -- | -- | -- | -- | -- | -- | -- | -- | -- | -- | -- | -- | -- | -- | -- | -- | -- | -- | -- | -- | -- | -- | -- |
| Luogo     | T | C | T | C | T | C | C | T | C | T  | C  | T  | T  | C  | T  | C  | T  | T  | C  | C  | T  | C  | T  | C  | T  | T  | C  | T  | C  | T  | C  | C  | T  | C  | T  | C  | C  | T  |
| Risultato | N | V | V | V | P | N | N | N | V | N  | N  | P  | N  | P  | P  | V  | N  | V  | N  | V  | P  | N  | P  | P  | P  | V  | V  | N  | V  | N  | P  | N  | P  | V  | V  | N  | P  | P  |

Legenda:

Luogo: C = Casa; T = Trasferta. Risultato: V = Vittoria; N = Pareggio; P = Sconfitta.

### Statistiche dei giocatori
Fonte
| Giocatore       | Serie C  | Serie C | Serie C     | Serie C    | Coppa Italia Semiprofessionisti | Coppa Italia Semiprofessionisti | Coppa Italia Semiprofessionisti | Coppa Italia Semiprofessionisti | Totale   | Totale | Totale      | Totale     |
| Giocatore       | Presenze | Reti    | Ammonizioni | Espulsioni | Presenze                        | Reti                            | Ammonizioni                     | Espulsioni                      | Presenze | Reti   | Ammonizioni | Espulsioni |
| --------------- | -------- | ------- | ----------- | ---------- | ------------------------------- | ------------------------------- | ------------------------------- | ------------------------------- | -------- | ------ | ----------- | ---------- |
| A. Abbondanza   | 37       | 5       | ?           | ?          | ?                               | 2                               | ?                               | ?                               | 37+      | 7      | ?           | ?          |
| A. Arienti      | 24       | 0       | ?           | ?          | ?                               | 0                               | ?                               | ?                               | 24+      | 0      | ?           | ?          |
| L. Asnicar      | 0        | 0       | 0           | 0          | ?                               | 0                               | ?                               | ?                               | 0+       | 0      | 0+          | 0+         |
| F. Bonora       | 26       | 0       | ?           | ?          | ?                               | 0                               | ?                               | ?                               | 26+      | 0      | ?           | ?          |
| E. Braione      | 1        | 0       | ?           | ?          | ?                               | 0                               | ?                               | ?                               | 1+       | 0      | ?           | ?          |
| R. Brustenga    | 28       | -20     | ?           | ?          | ?                               | -?                              | ?                               | ?                               | 28+      | -20+   | ?           | ?          |
| A. Capone       | 22       | 4       | ?           | ?          | ?                               | 0                               | ?                               | ?                               | 22+      | 4      | ?           | ?          |
| L. Cappelletti  | 25       | 0       | ?           | ?          | ?                               | 0                               | ?                               | ?                               | 25+      | 0      | ?           | ?          |
| M. Corsi        | 2        | 0       | ?           | ?          | ?                               | 0                               | ?                               | ?                               | 2+       | 0      | ?           | ?          |
| F. De Maio      | 8        | -6      | ?           | ?          | ?                               | -?                              | ?                               | ?                               | 8+       | -6+    | ?           | ?          |
| L. Di Francesco | 22       | 3       | ?           | ?          | ?                               | 0                               | ?                               | ?                               | 22+      | 3      | ?           | ?          |
| A. Fei          | 11       | 0       | ?           | ?          | ?                               | 0                               | ?                               | ?                               | 11+      | 0      | ?           | ?          |
| L. Filadi       | 3        | -5      | ?           | ?          | ?                               | -?                              | ?                               | ?                               | 3+       | -5+    | ?           | ?          |
| C. Gentile      | 28       | 0       | ?           | ?          | ?                               | 0                               | ?                               | ?                               | 28+      | 0      | ?           | ?          |
| A. Guadagno     | 0        | 0       | 0           | 0          | ?                               | 0                               | ?                               | ?                               | 0+       | 0      | 0+          | 0+         |
| G. Guerrato     | 13       | 0       | ?           | ?          | ?                               | 0                               | ?                               | ?                               | 13+      | 0      | ?           | ?          |
| L. Lambiase     | 1        | 0       | ?           | ?          | ?                               | 2                               | ?                               | ?                               | 1+       | 2      | ?           | ?          |
| F. Marchi       | 24       | 2       | ?           | ?          | ?                               | 0                               | ?                               | ?                               | 24+      | 2      | ?           | ?          |
| P. Petraz       | 35       | 0       | ?           | ?          | ?                               | 0                               | ?                               | ?                               | 35+      | 0      | ?           | ?          |
| T. Stevan       | 20       | 5       | ?           | ?          | ?                               | 0                               | ?                               | ?                               | 20+      | 5      | ?           | ?          |
| C. Tinaglia     | 31       | 0       | ?           | ?          | ?                               | 0                               | ?                               | ?                               | 31+      | 0      | ?           | ?          |
| A. Veracini     | 22       | 0       | ?           | ?          | ?                               | 0                               | ?                               | ?                               | 22+      | 0      | ?           | ?          |
| M. Vitulano     | 35       | 16      | ?           | ?          | ?                               | 1                               | ?                               | ?                               | 35+      | 17     | ?           | ?          |
| G. Zoff         | 30       | 1       | ?           | ?          | ?                               | 0                               | ?                               | ?                               | 30+      | 1      | ?           | ?          |

## Giovanili

### Organigramma
Fonte
- Allenatore Berretti: Mario Saracino

### Piazzamenti
- Berretti:
  - Campionato: